# Arrondissement La Trinité
Arrondissement La Trinité (fr. Arrondissement de La Trinité) je správní územní jednotka ležící v zámořském departementu a regionu Martinik ve Francii. Člení se dále na 10 obcí.

## Obce
- L'Ajoupa-Bouillon
- Basse-Pointe
- Gros-Morne
- Grand'Rivière
- Le Lorrain
- Macouba
- Le Marigot
- Le Robert
- Sainte-Marie
- La Trinité